# Mater Dolorosa (Berlin-Lankwitz)

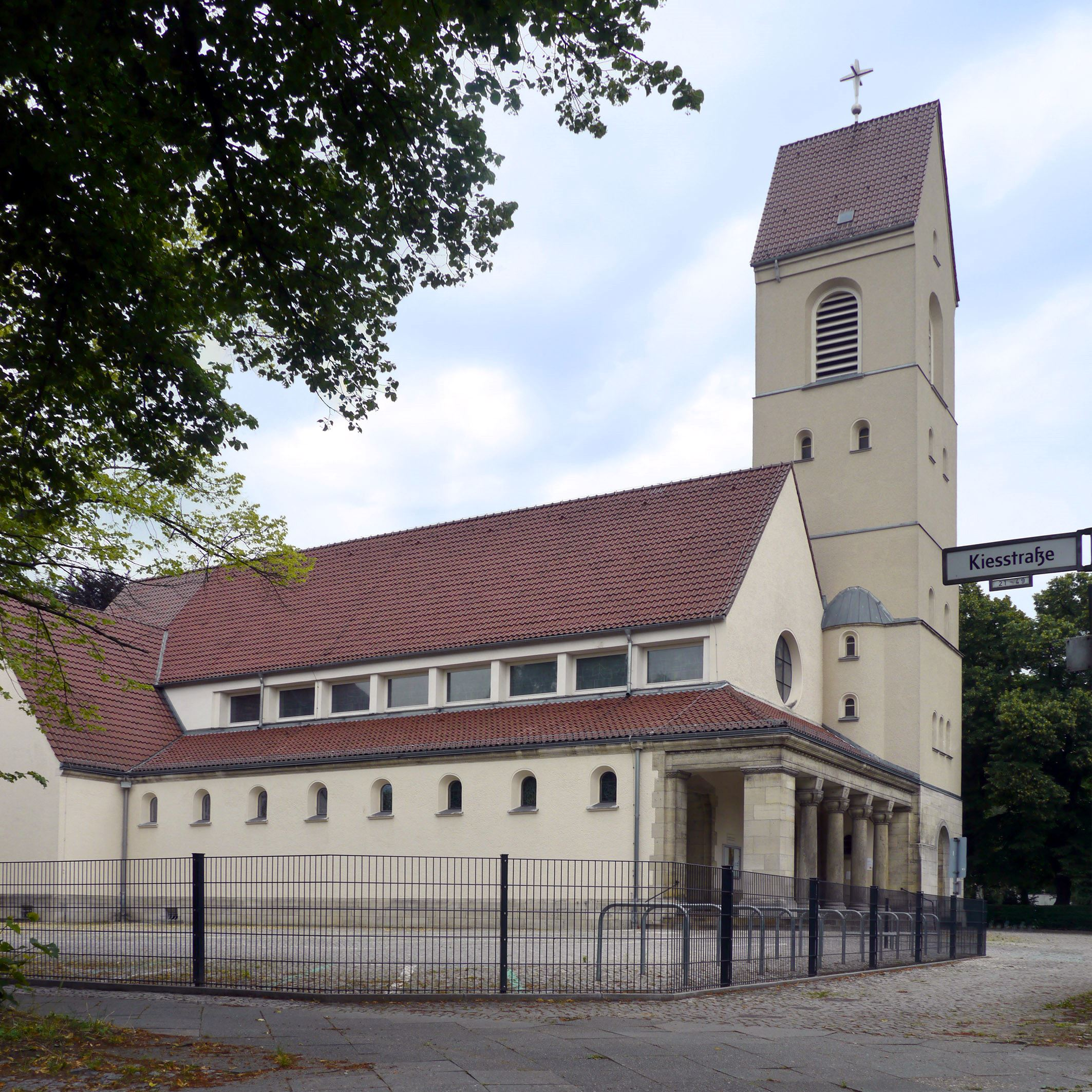
Mater Dolorosa in Berlin-Lankwitz

Mater Dolorosa ist eine römisch-katholische Kirchengemeinde mit einer denkmalgeschützten ehemaligen Pfarrkirche in Berlin-Lankwitz. Mater Dolorosa gehört seit dem 1. Januar 2022 zur Pfarrei St. Maria – Berliner Süden im Erzbistum Berlin. Namenspatronin ist die schmerzensreiche Mutter Maria beim Kreuzestod ihres Sohnes Jesus.

## Lage und städtebauliches Umfeld
Die Kirche steht zwischen Ein- und Mehrfamilienhäusern an der Ecke Kurfürstenstraße und Kiesstraße im Westen des Ortsteils Lankwitz, etwa einen Kilometer südöstlich des Regional- und S-Bahnhofs Lichterfelde Ost. Die Kirche steht mit ihrem Säulenportal und dem Kirchturm zur Kurfürstenstraße und ist von dort aus zugänglich. Das Gemeindehaus befindet sich im nördlich angrenzenden und das Pfarrhaus im südlich gelegenen Grundstücksteil. Letzteres ist von der Kiesstraße aus zugänglich. Dort grenzt direkt an das Monikastift, an das sich wiederum der Friedhof Lankwitz anschließt.

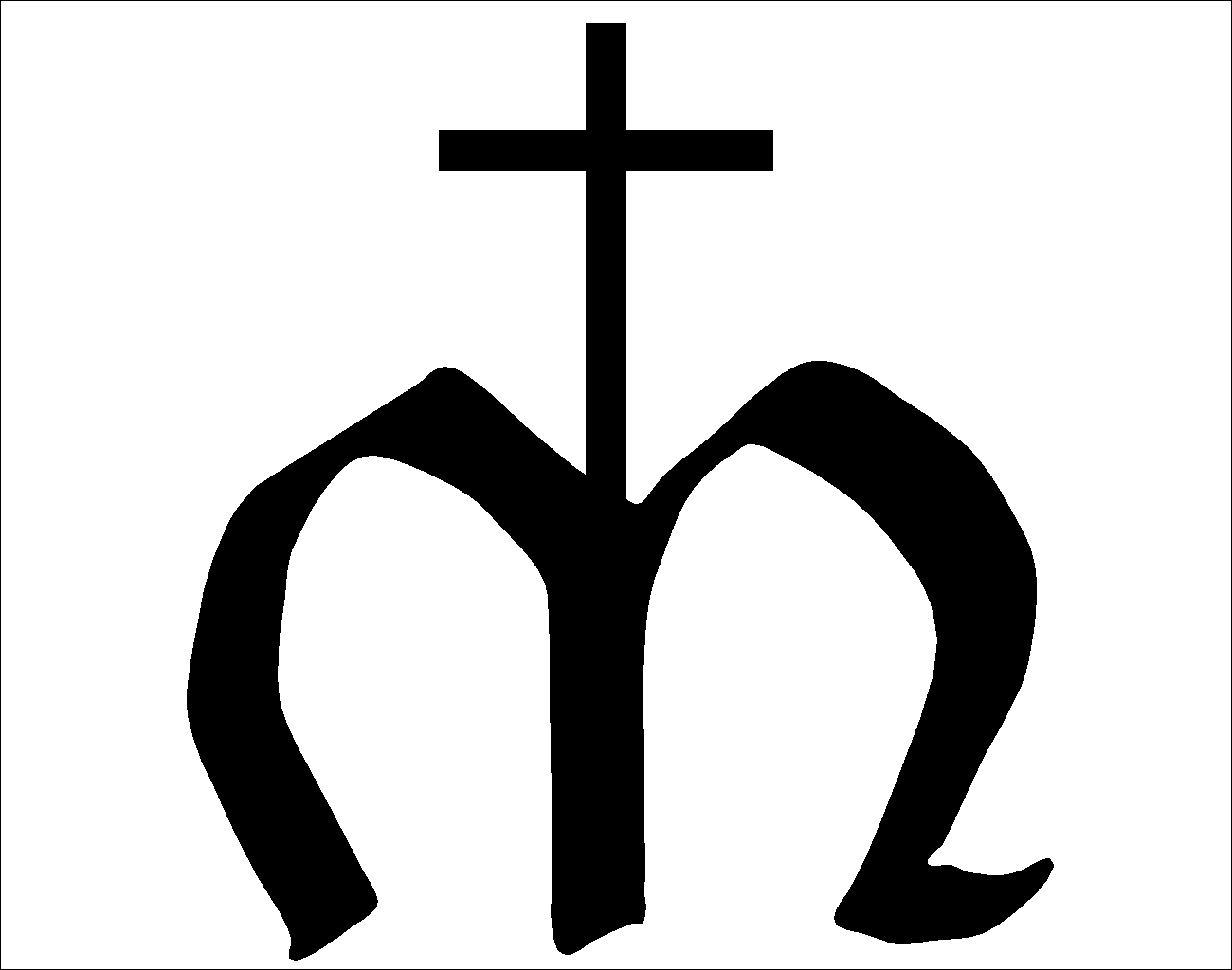
Symbol der Gemeinde Mater Dolorosa Berlin-Lankwitz

Das Gemeindegebiet ist im Norden durch die Bahngleise der Anhalter Bahn begrenzt, verläuft über den Straßenzug Seydlitzstraße, Kaiser-Wilhelm-Straße, Dillgesstraße, Havensteinstraße, Mühlenstraße, Paul-Schneider-Straße und stößt im Osten auf die Malteserstraße. Dort verläuft die Gemeindegrenze nach Süden und knickt in Höhe der Friedrichrodaer Straße nach Westen ab, wo sie mit der Grenze zu Marienfelde zusammenfällt. Am Stadtrand wird das Gemeindegebiet durch die Stadtgrenze begrenzt und umfasst auch noch den Ortsteil Lichterfelde-Süd einschließlich der Thermometersiedlung am Bahnhof Lichterfelde Süd.
Im Norden grenzt die Gemeinde St. Benedikt in Lankwitz, im Osten die Gemeinde Vom Guten Hirten in Marienfelde, im Süden die Gemeinde Ss. Eucharistia in Teltow und im Westen die Gemeinde Heilige Familie in Lichterfelde an das Gemeindegebiet von Mater Dolorosa an.

## Geschichte
Die Gemeinde feierte seit Ostern 1908 auf Lankwitzer Gebiet Sonntagsgottesdienste und wurde am 1. April 1911 zur Kuratie ernannt. Ein Jahr nach der Grundsteinlegung am 20. August 1911, bei der unter anderem der Lankwitzer Bürgermeister Rudolf Beyendorff und der Erzpriester Josef Deitmer zugegen waren, wurde vom katholischen Pfarrer in Groß-Lichterfelde, Maximilian Beyer, mit der Unterstützung des Katholischen Kirchbau-Sammelvereins Lankwitz die Kirche erbaut.
Die Konsekration erfolgte am 22. September 1912 durch den Breslauer Weihbischof Karl Augustin, wobei auch der spätere Weihbischof in Berlin, Josef Deitmer, wieder anwesend war. Die Kuratie wurde am 21. Mai 1921 eine eigenständige Pfarrei.
Im Februar 2017 wurden die benachbarten Pfarreien Mater Dolorosa und Vom Guten Hirten in Berlin-Marienfelde für eine Entwicklungsphase in den Pastoralen Raum Lankwitz-Marienfelde eingegliedert. Am 14. September 2017 erfolgte die Eröffnung der dreijährigen Entwicklungsphase des Pastoralen Raumes mit einem Pontifikalamt durch den Erzbischof Heiner Koch. Am 1. Januar 2022 gingen die benachbarten Pfarreien Mater Dolorosa und Vom Guten Hirten in Marienfelde als Gemeinden in der Pfarrei St. Maria (Berliner-Süden) auf.

### Baugeschichte

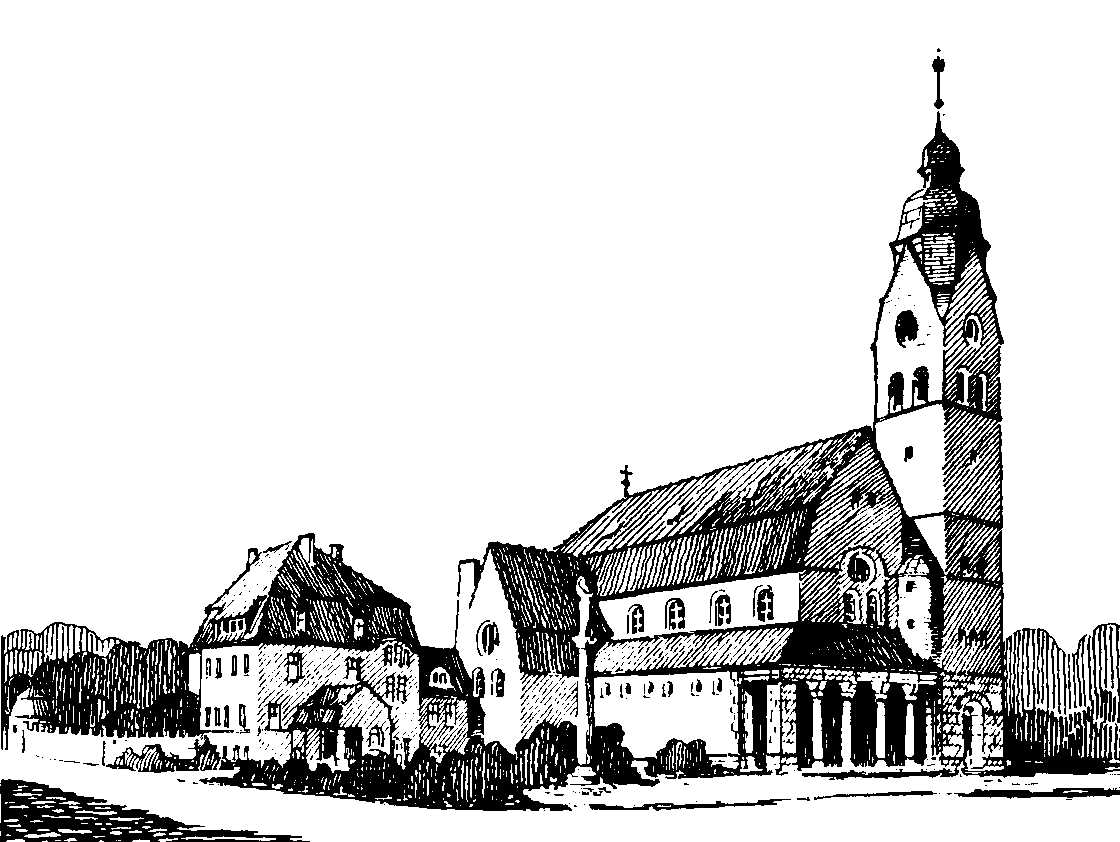
Entwurfszeichnung der Architekten Carl Kühn und Christoph Hehl von 1911

Die Pläne des Bauwerkes stammen von Architekt Carl Kühn und seinem Lehrer Christoph Hehl. In der Form wählten sie eine Kreuzbasilika, Pfarrer Beyer wünschte jedoch kein Bauwerk in historisierender Backsteingotik, sondern eine monumental wirkende, barocke Kirche. Nachdem Hehl bereits bei Beginn der Ausschachtungsarbeiten 1911 gestorben war, übernahm Kühn die Durcharbeitung des Bauwerkes und die Bauaufsicht. Kühn entwarf auch die Inneneinrichtung der Kirche samt den liturgischen Gegenständen. So wurden die Altäre, die Kanzel und die Kirchentüren aus getriebenem Bronzeblech von dem Berliner Metallbildhauer Johann Schmidt gestaltet, die Beichtstühle fertigte der Schreiner August Vogt aus Hannover an.

Historische Ansichten von 1912
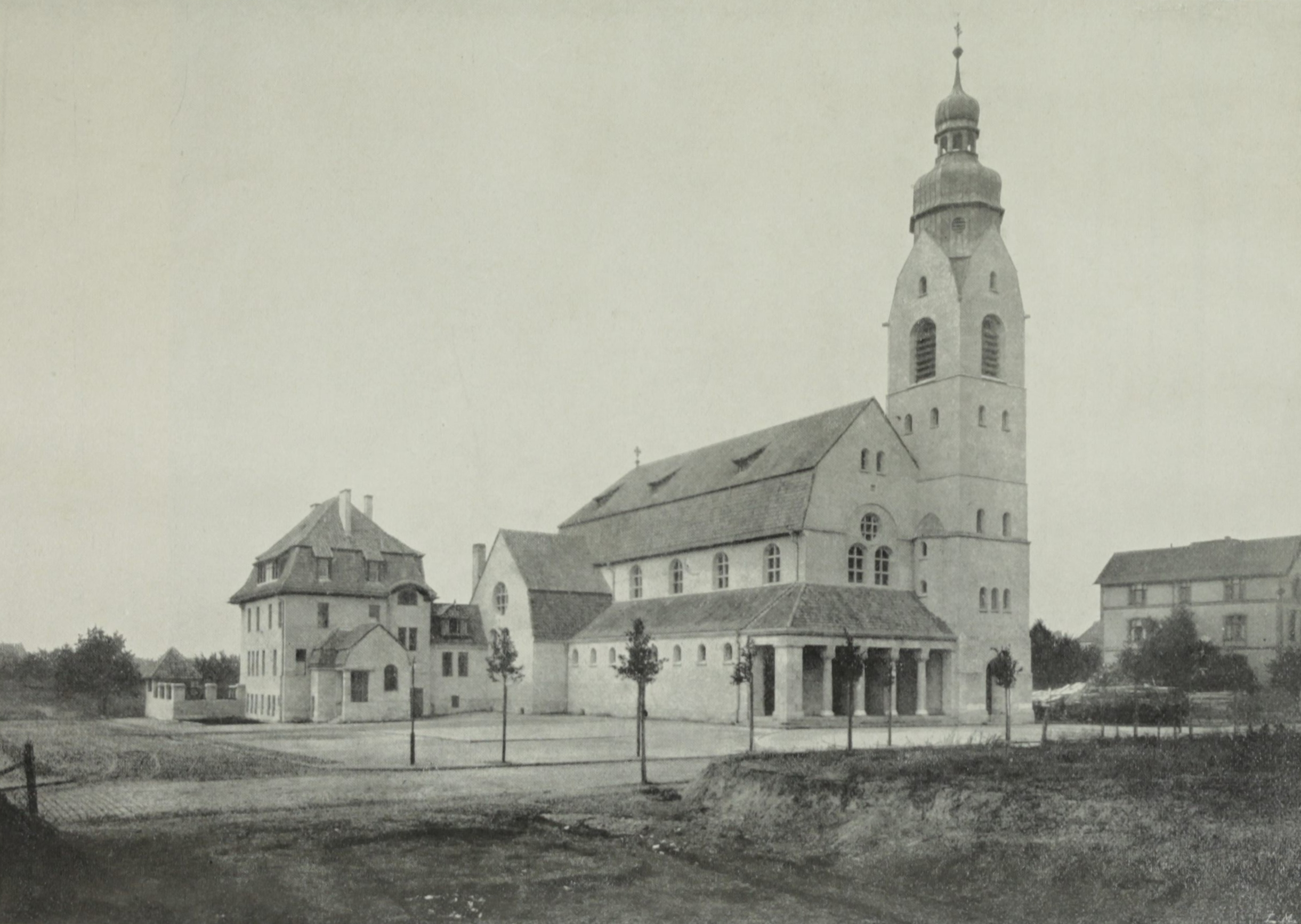
Ansicht von Nordosten
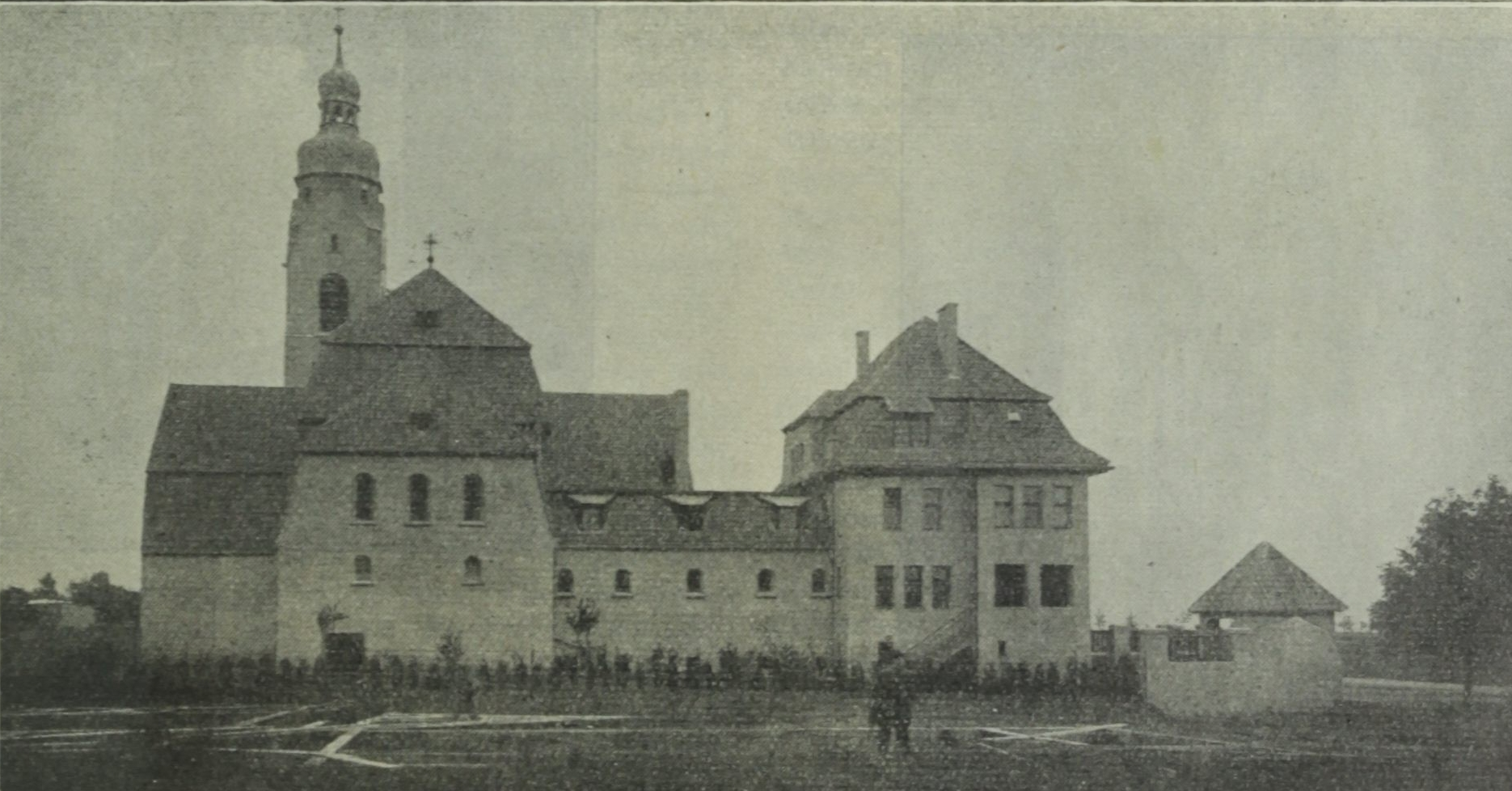
Ansicht von Südwesten
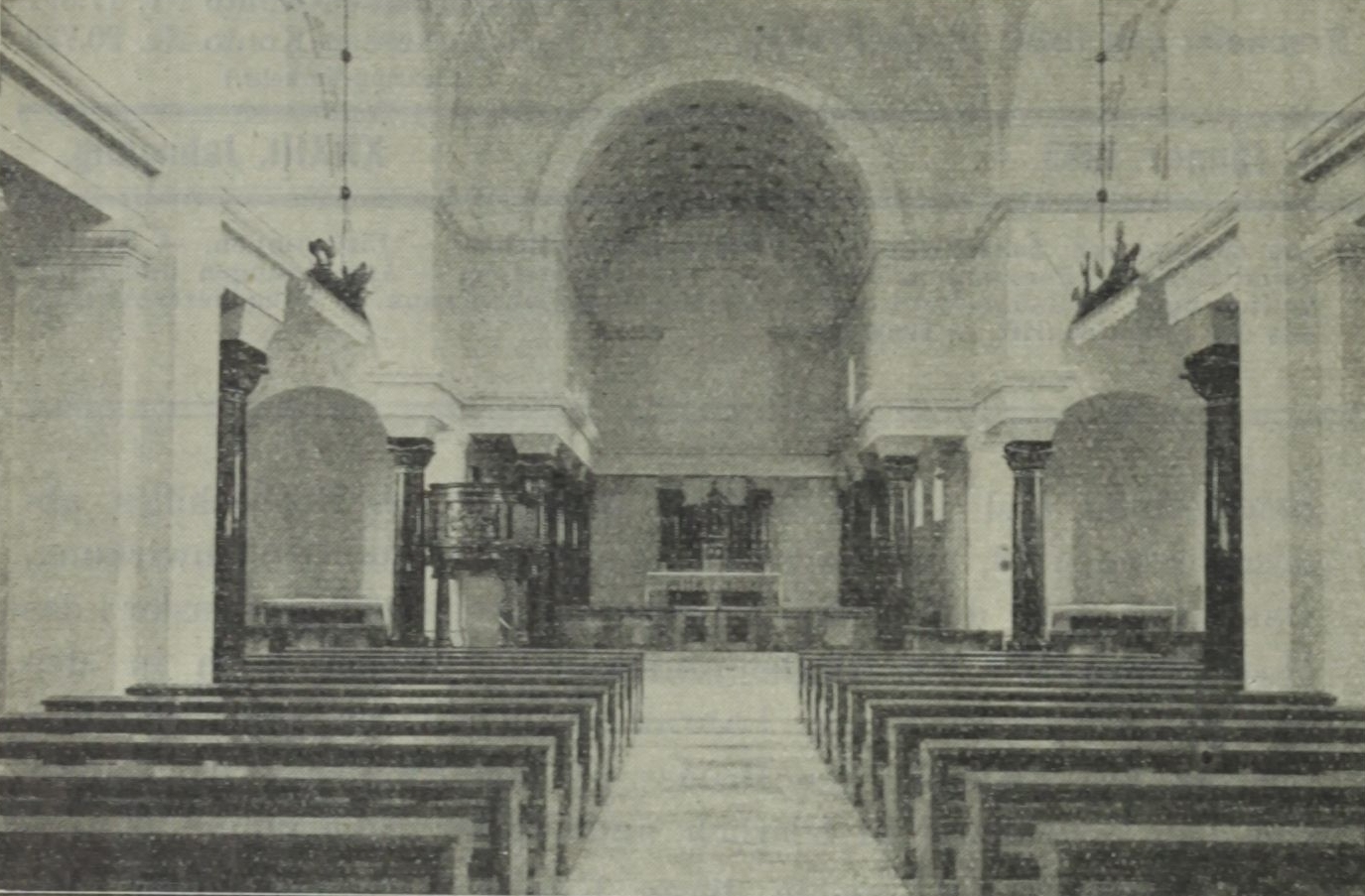
Innenansicht
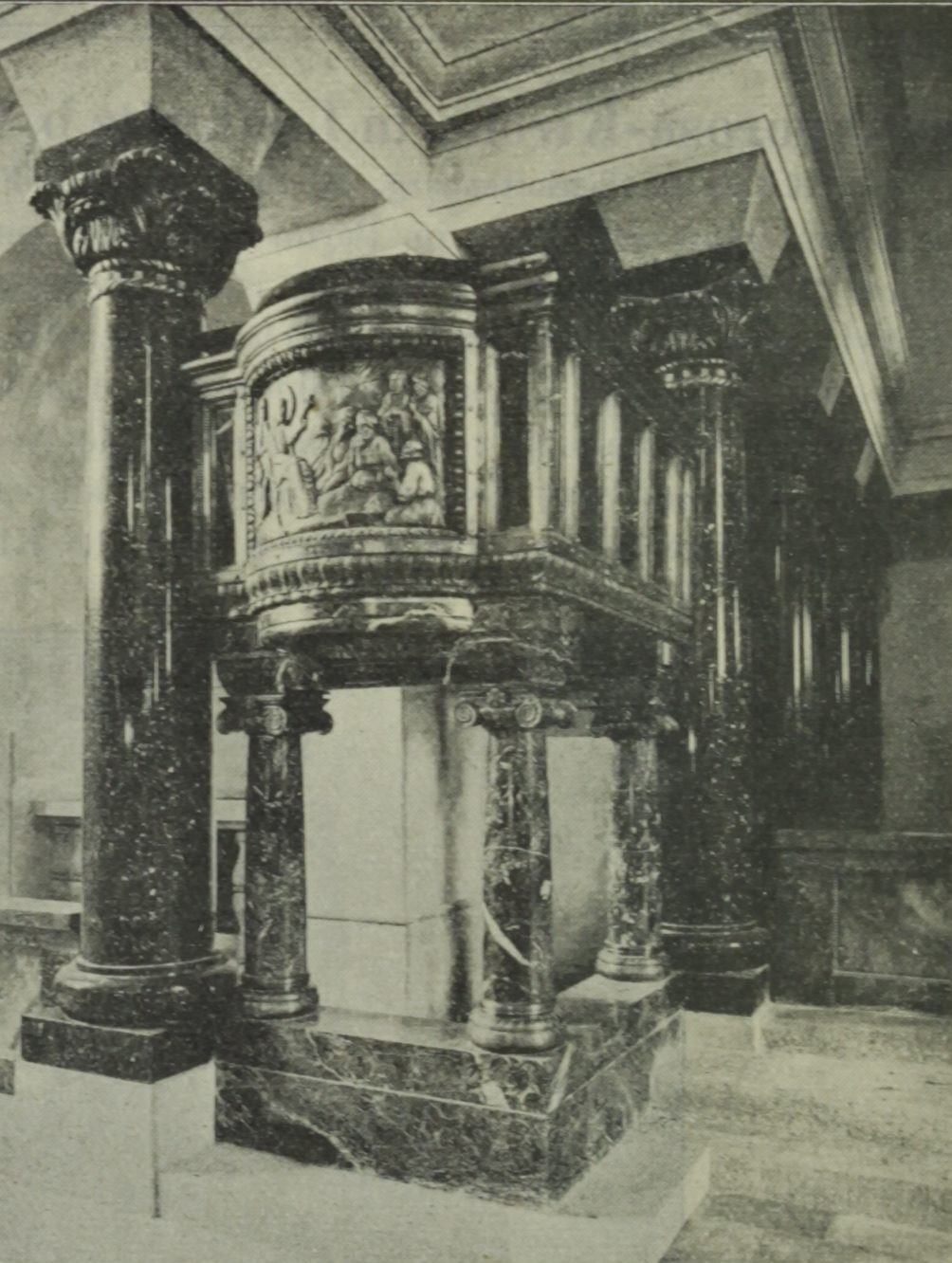
Kanzel
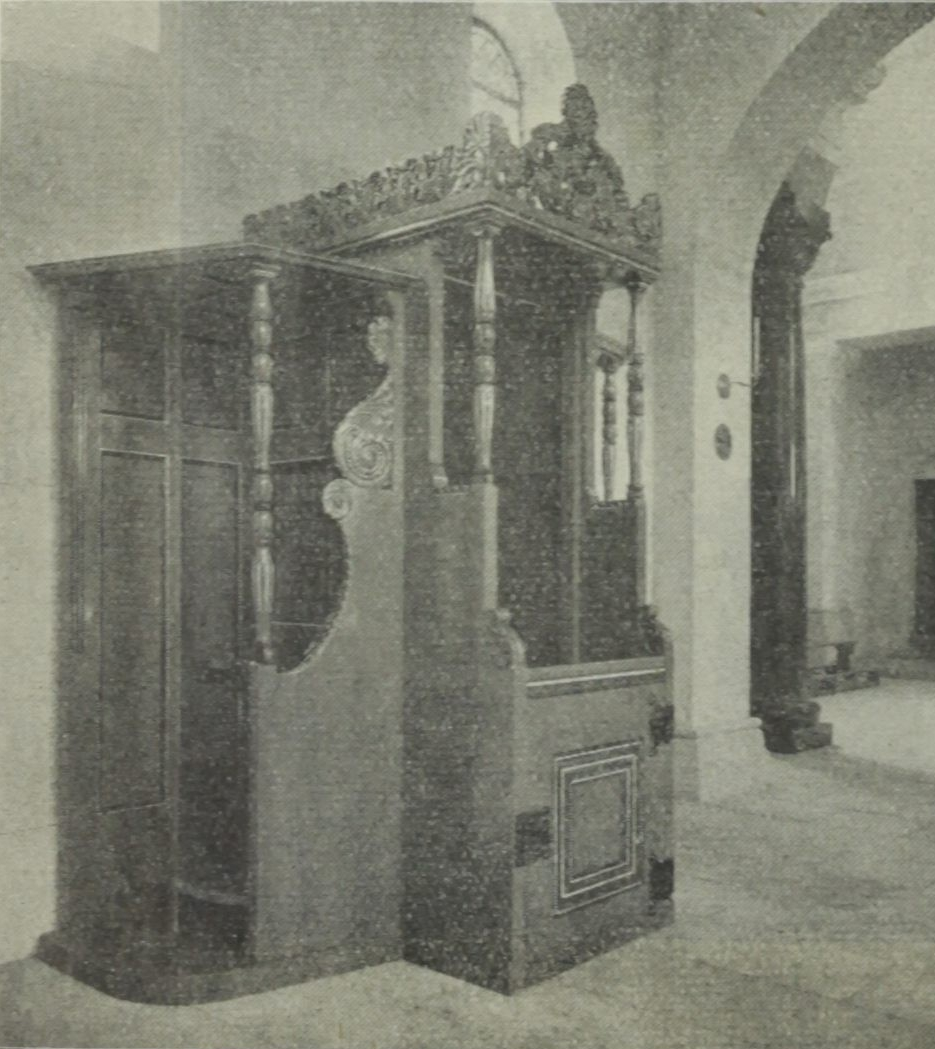
Beichtstuhl

### Kirchweihe
Die Kirchweihe wird am ersten Sonntag im November zusammen mit der am 1. November 1773 der Heiligen Hedwig von Andechs geweihten Berliner Bischofskirche, der Sankt-Hedwigs-Kathedrale, gefeiert.

### Zerstörung und Wiederaufbau der Kirche

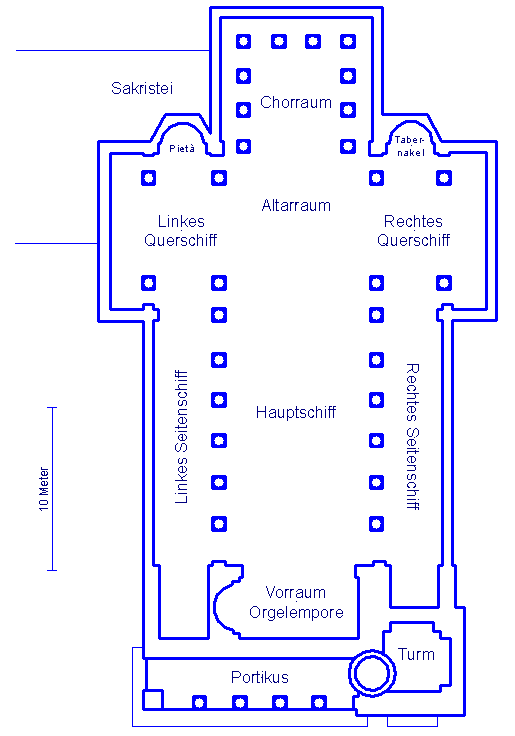
Grundriss der Kirche Mater Dolorosa seit 1984

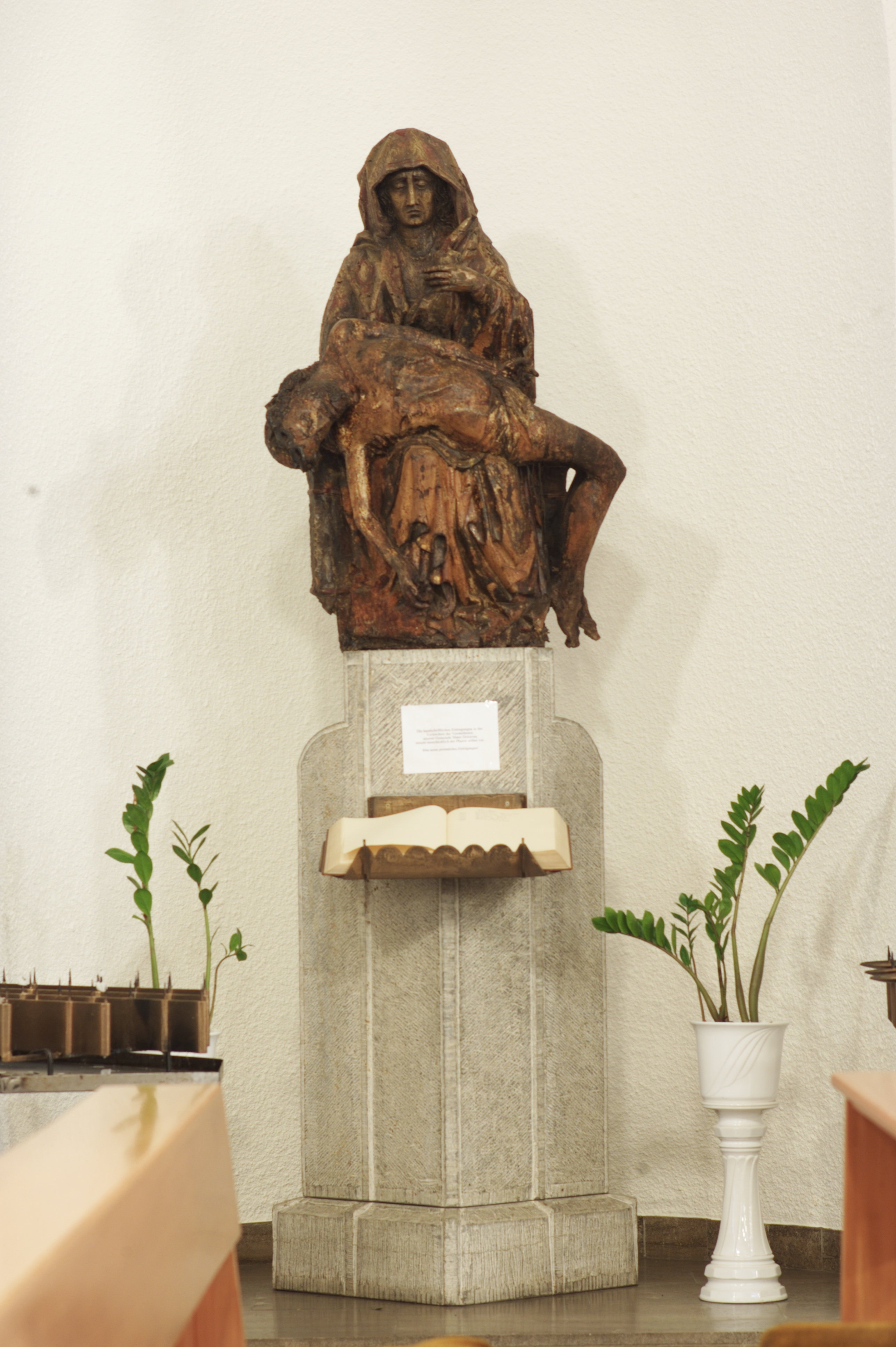
Pietà im linken Querschiff der Kirche Mater Dolorosa Berlin-Lankwitz, um 1400, Lindenholz, aus dem fränkisch-thüringischen Raum

In der Nacht auf den 24. August 1943 wurde das Kirchengebäude durch einen Bombenangriff schwer beschädigt. Der Wiederaufbau des Kirchenschiffes erfolgte in den Nachkriegsjahren. Bis 1955 wurden nach den Plänen der Architektin Margot Weymann zunächst nur das Querschiff und der Turm ausgebaut. Die Haube des Turms, die von einer Laterne bekrönt war, wurde nicht wieder hergestellt, sondern durch ein Satteldach ersetzt. Palmsonntag 1950 wurde der erste Gottesdienst in dem mit einem neuen Altar mit der Aufschrift MONS QUI CHRISTUS EST und einem goldenen Tabernakel ausgestatteten und als Gottesdienstraum eingerichteten Querschiff des zerstörten Kirchengebäudes gefeiert.
Das Hauptschiff blieb nach dem Vorbild der Klosterkirche der Abtei Maria Laach als Vorhof des Gottesdienstraumes zunächst nach oben offen und wurde erst in den Jahren 1968 bis 1970 nach den Plänen des Diözesanbaurates Hermann Jünemann modernisiert erneuert. Der Chor wurde durch eine weiß gestrichene Faserplatte vom Kirchenschiff abgetrennt. Die Altarinsel in der Vierung mit Altar, Ambo, Priestersitz und Tabernakelstele gestaltete Paul Ohnsorge, er entwarf auch die Fenster. An Stelle der Obergaden aus Bogenfenstern wurden eckige Lichtbänder eingezogen. Das ursprüngliche Mansarddach des Kirchenschiffs wurde durch ein Satteldach ersetzt. Das Langhaus und der Chor, die ursprünglich mit einem Tonnengewölbe bedeckt waren, erhielten eine Flachdecke.
Auch die ursprünglich polierten Säulen aus Labradorit des Kirchenschiffes wurden bei der Feuersbrunst beschädigt und bewusst in diesem Zustand belassen. Die Säulen wurden matt geschliffen, und nur die zwei Säulen zwischen Altarraum und Chorraum, die zwischenzeitlich hinter Trennwänden verborgen waren, erinnern an den ursprünglichen Zustand der Säulenoberflächen.
Nach den Plänen des Architekten Raimund Szafranski wurde 1983 und 1984 die alte Form der Kreuzbasilika weitgehend wiederhergestellt.

### Entwicklung weiterer Gottesdienststätten im Gemeindegebiet
Da Großbeeren, südlich der Stadtgrenze von Berlin gelegen, zum Gemeindegebiet gehörte, wurden vom 9. August 1925 bis zum August 1933 Gottesdienste in der unteren Halle des Denkmals für den Sieg bei Großbeeren am 23. August 1813 abgehalten. Danach diente bis 1935 ein Mietraum für Gottesdienstzwecke. Erst 1942 konnten wieder Messen in der evangelischen Friedhofskapelle abgehalten werden, die jedoch 1944 durch Bomben stark beschädigt wurde. Im April 1952 konnte schließlich die Kapelle St. Joseph durch Bischof Wilhelm Weskamm als Gottesdienststelle eingeweiht werden, die inzwischen jedoch wieder entwidmet, verkauft und abgerissen wurde.
Im Jahr 1927 wurde in Alt-Lankwitz eine Kapelle für die Christkönigsschwestern geweiht, wo sich das Dominikuskloster befindet. Dieser Bereich gehört heute zum Pastoralen Raum Steglitz-Lankwitz-Dahlem.
Seit 1945 waren die Marienschwestern von der Unbefleckten Empfängnis im Gebiet der Pfarrei tätig. Vom St. Franziskusheim in der Kaulbachstraße zogen sie 1948 in die Gallwitzallee, wo sie heute im Kloster Sankt Augustinus leben.
Ausgehend von der Gemeinde Mater Dolorosa wurden zwei weitere katholische Gemeinden in Lankwitz und eine Kuratie in Lichterfelde-Süd gegründet:
- St. Benedikt, Kaulbachstraße, Lankwitz (Kirchweihe am 11. Juli 1968 durch Alfred Kardinal Bengsch). Die Pfarrei gehört heute zum Pastoralen Raum Steglitz-Lankwitz-Dahlem.
- Von der Auferstehung Christi, Kamenzer Damm, Lankwitz (Kirchweihe 28. Juni 1970 durch Alfred Kardinal Bengsch, gehört zwischenzeitlich zusammen mit der Gemeinde Johannes Evangelist zur Gemeinde St. Benedikt) und heute mit dem Namen Sankt Immanuel zur Äthiopisch-Orthodoxen Tewahedo-Kirche.
- Maria Mutter vom Guten Rat, Celsiusstraße, Lichterfelde-Süd (Kirchweihe durch Joachim Kardinal Meisner am 5. Juli 1980, gehört seit Sommer 2005 der evangelischen Gemeinschaft Eben-Ezer).

Seit 2017 gehörte die Pfarrei Mater Dolorosa im Rahmen des Prozesses „Wo Glauben Raum gewinnt“ zum Pastoralen Raum Lankwitz-Marienfelde. Am 1. Januar 2022 fusionierte sie zur Pfarrei „St. Maria – Berliner Süden“.

## Kunstwerke

### Portikus
Die Säulenkapitelle des Portikus der Kirche wurden nach Zeichnungen von Carl Kühn geschaffen.

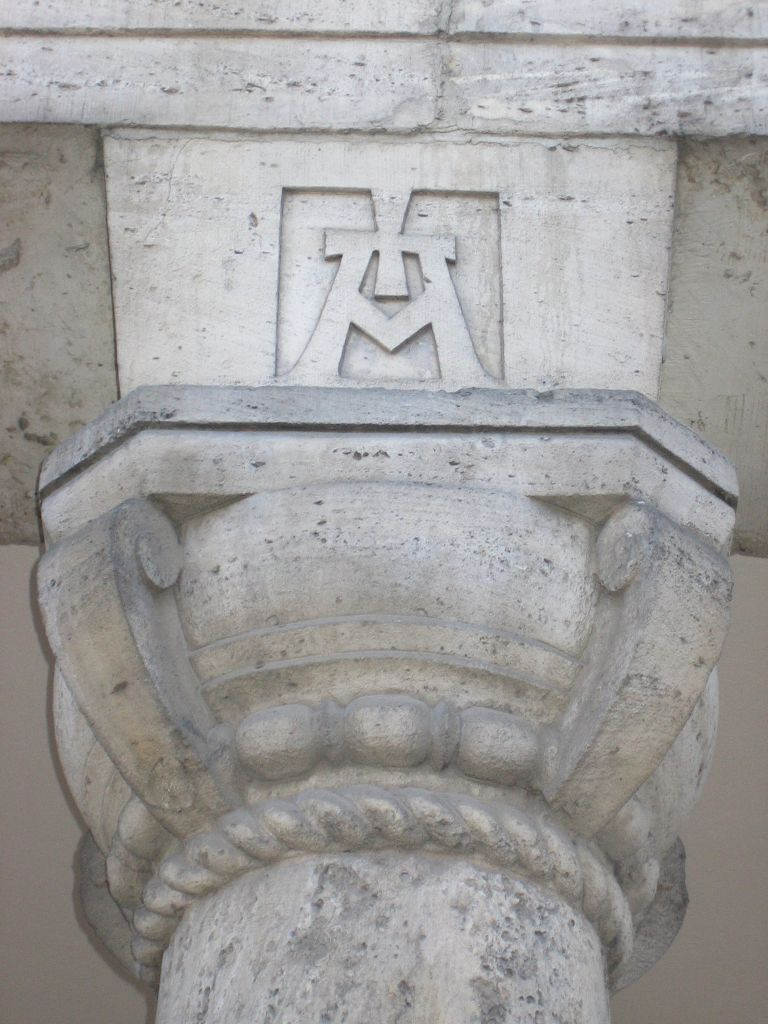
1. Kapitell – Griechischer Buchstabe Alpha (Anfang), M für Maria beziehungsweise Mater und christliches Kreuz
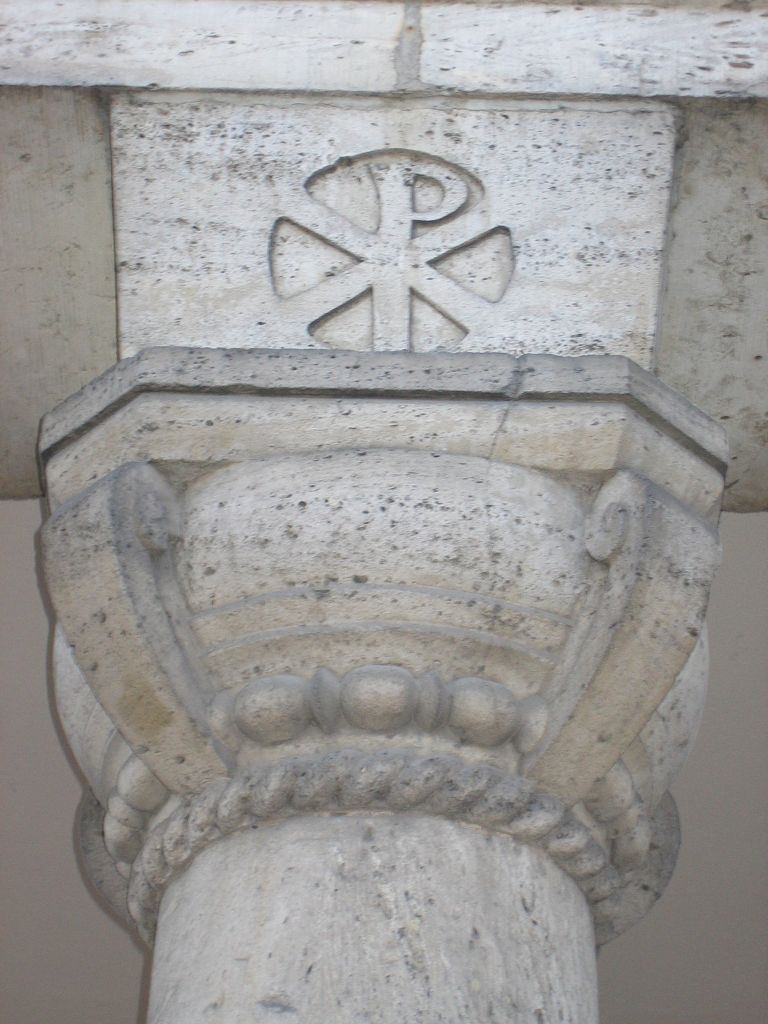
2. Kapitell – Griechische Buchstaben Chi, Rho und Iota (Christogramm)
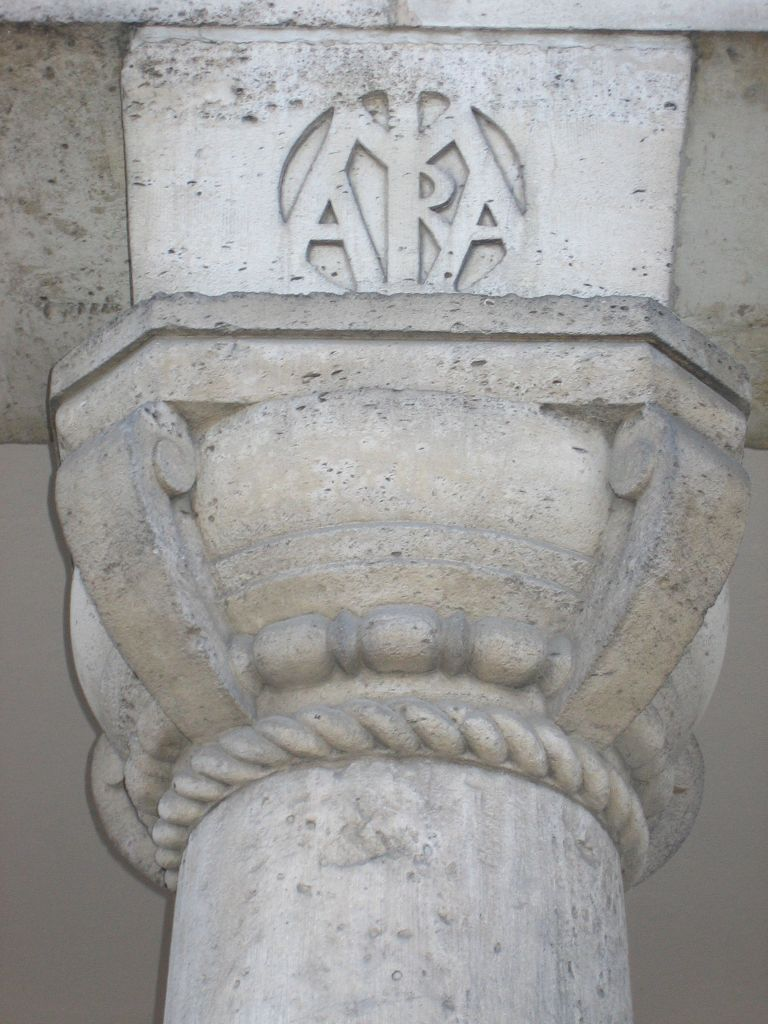
3. Kapitell – Buchstaben MARIA
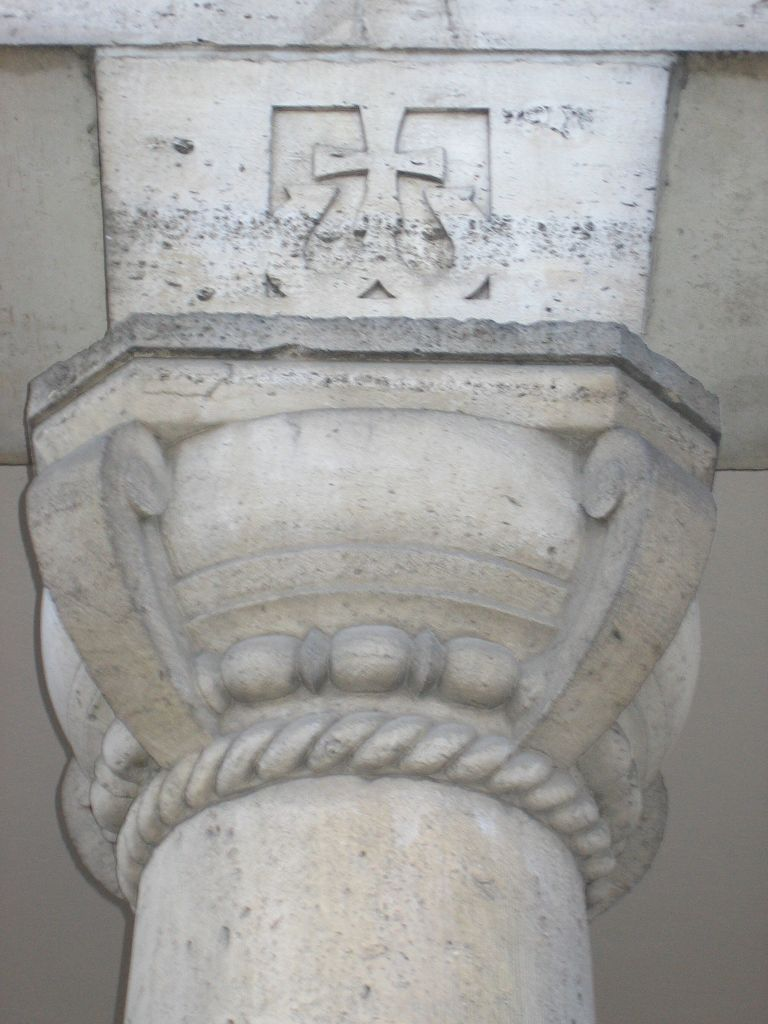
4. Kapitell – Griechischer Buchstabe omega (Ende) und Christuskreuz

### Chorraum

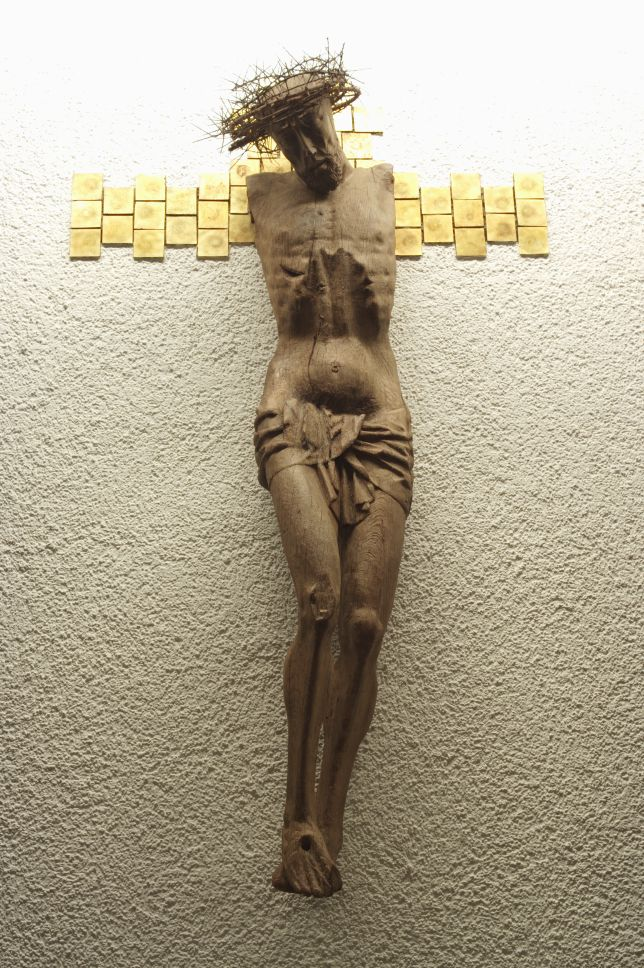
Christuskreuz an der Stirnseite des Chorraums

An der Stirnseite des Chorraums befindet sich ein gotischer Christus aus der ersten Hälfte des 15. Jahrhunderts, dessen Arme verlorengegangen sind.
Darüber befinden sich drei Fenster mit Rundbögen, die mit farbenprächtigen Glasmosaiken das Himmlische Jerusalem nach einem Entwurf des Künstlers Helmut Nitzsche darstellen.

### Tabernakel
Der vergoldete Tabernakel im rechten Querschiff stammt ursprünglich von 1950 und wurde 1984 in der Goldschmiederei der Abtei Münsterschwarzach umgestaltet. Die Tür zeigt nach wie vor die dem Jakob erschienene Himmelsleiter (Genesis 28, 10–22) mit einem hinaufsteigenden und einem weiteren hinabsteigenden Engel.

### Altarraum
Erwähnenswert ist die Symbolik bei der Verkündigung des Wortes Gottes und bei der Feier der Heiligen Messe.
Der Lektor, Diakon oder Priester steht bei den Lesungen vom Ambo, der mit einem bronzenen Adler der Künstlerin Hildegard Domizlaff verziert ist, auf zwei weißen Steinen. Der eine stammt von der Akropolis in Athen und der andere vom Kapitol in Rom, den beiden vorchristlichen, sakralen Zentren Europas der Antike.
Auf den Flügeln des bronzenen Adlers am Ambo steht Dominus sit in corde tuo et in labiis tuis (‚Der Herr sei in deinem Herzen und auf Deinen Lippen‘).
Der Zelebrant steht bei der Eucharistiefeier am Altar über einer kleinen von einem Teppich verdeckten Achat-Platte, unter der sich auf einem roten Kreuz ein Stein aus Golgota in Jerusalem befindet.

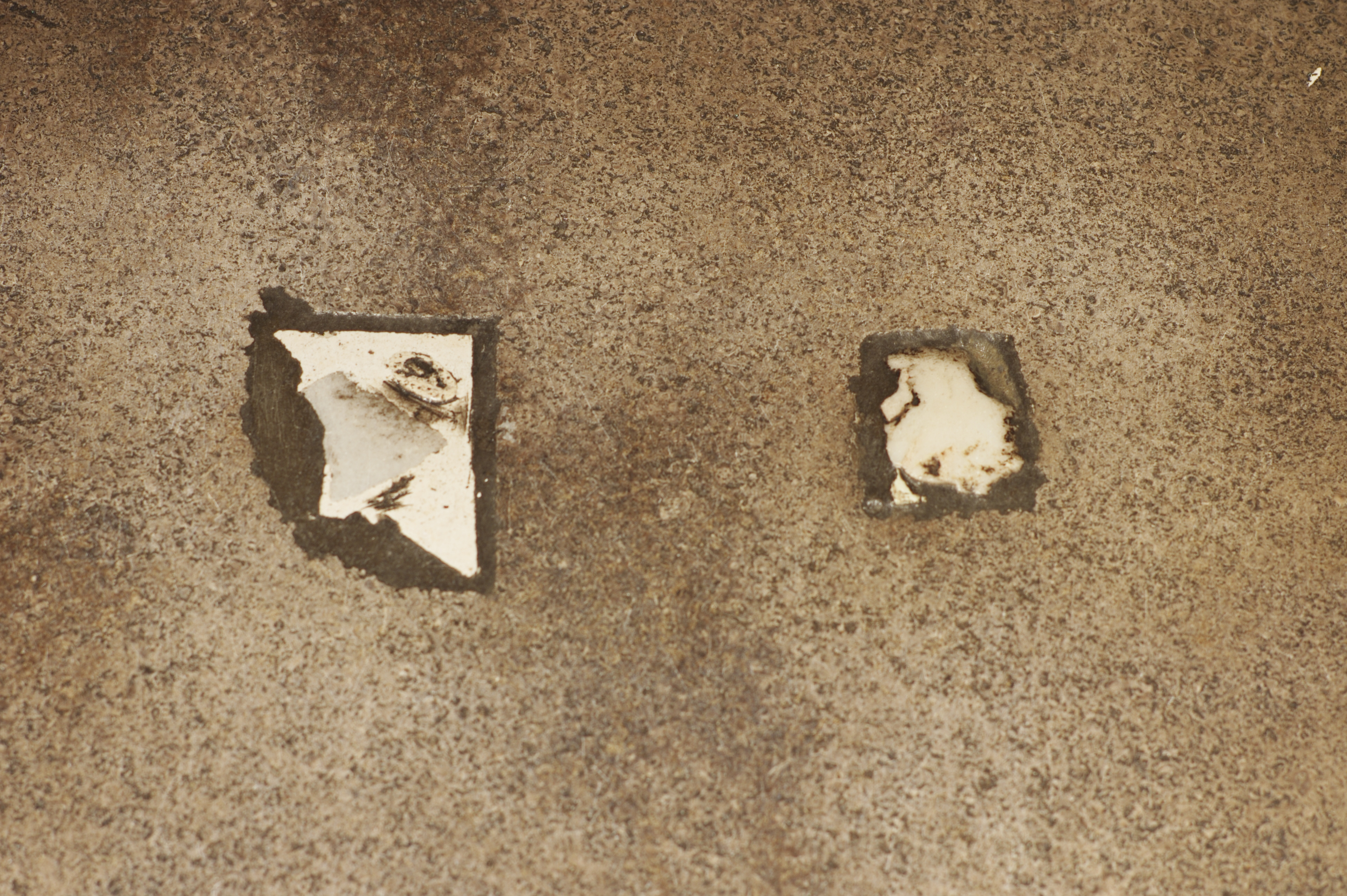
Antike Steine aus Athen und Rom vor dem Ambo am linken Querschiff im Altarraum
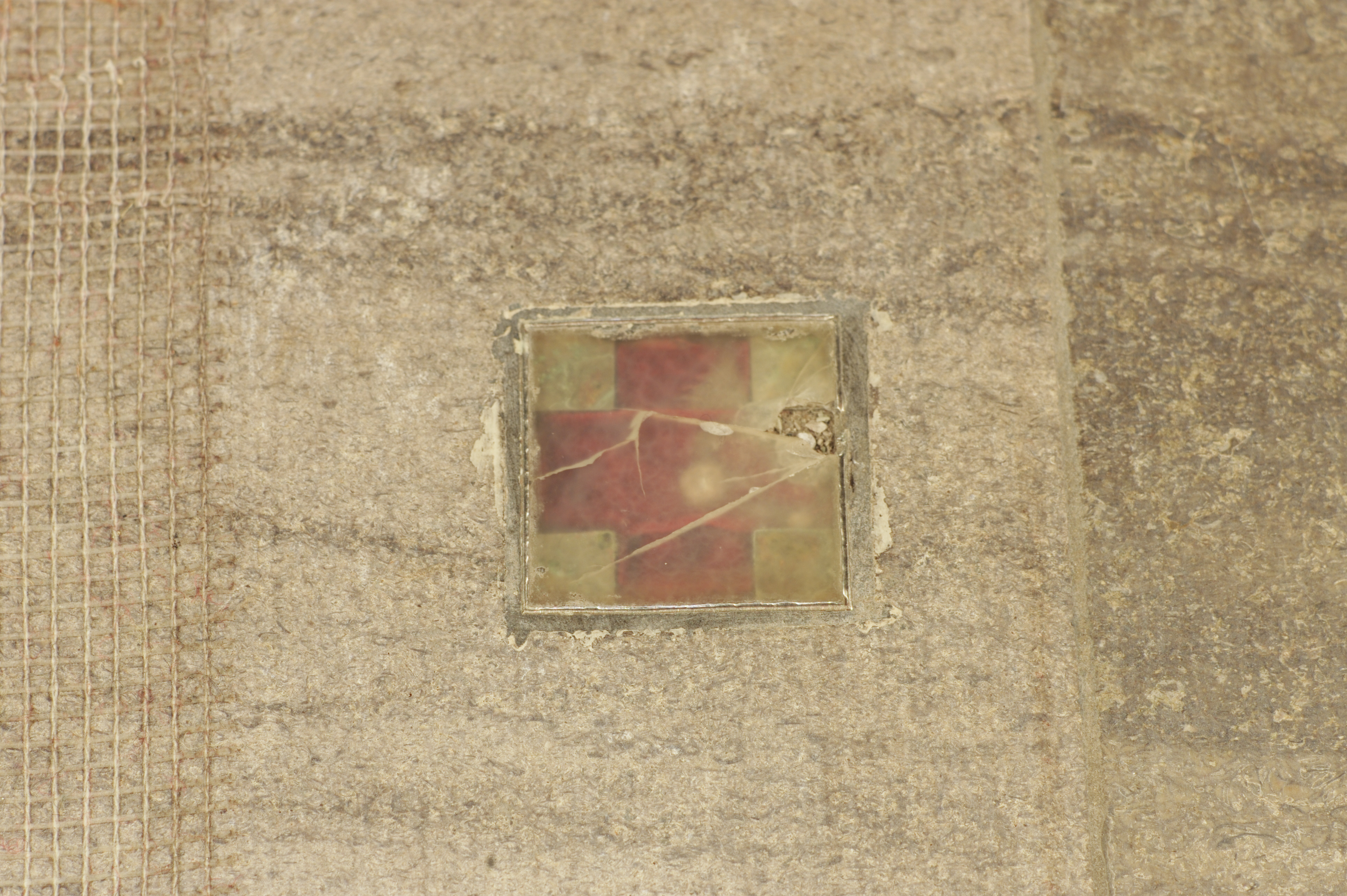
Stein von Golgota unter einer Achat-Platte am Altar im Altarraum

### Kreuzweg
Der Kreuzweg mit einer zusätzlichen 15. Station, die die Emmausjünger darstellt, ist 1981 vom Künstler Hans Wachter fertiggestellt worden. Der Kreuzweg verläuft im linken Seitenschiff von vorne nach hinten und wird im rechten Seitenschiff von hinten nach vorne fortgesetzt.

## Kirchenmusik

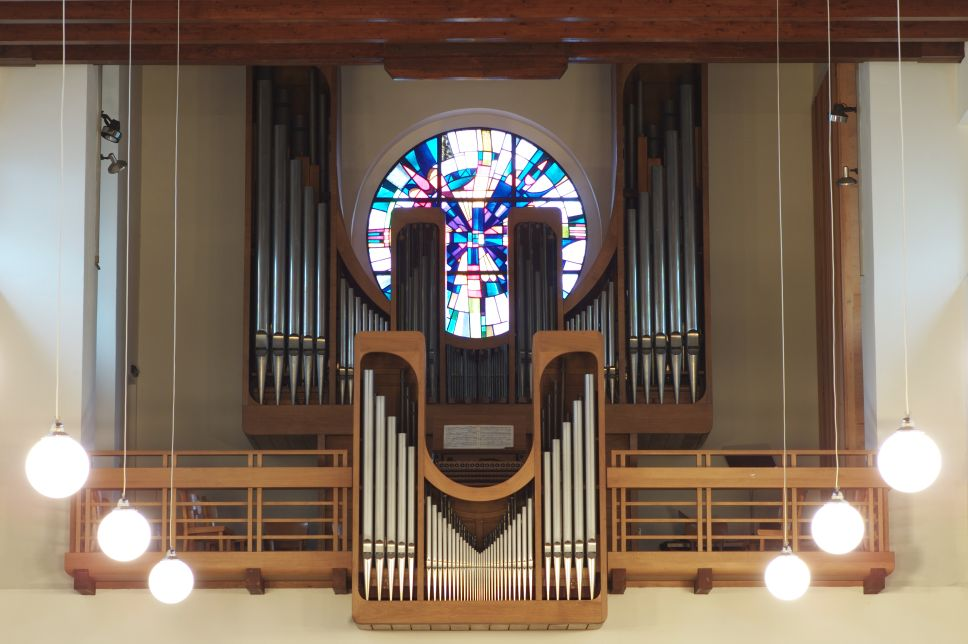
Späth-Orgel auf der Orgelempore über dem Vorraum

Von 1926 an bis zum 31. Dezember 1942 war der Komponist und Schönberg-Schüler Max Walter als Kirchenmusiker in der Gemeinde aktiv. Die damalige Orgel wurde 1943 bei einem Bombenangriff zerstört.
Die jetzige Orgel mit mechanischer Traktur wurde 1977 vom Freiburger Orgelbauer Hartwig Späth gebaut, am 23. Oktober 1977 geweiht und 1987 um ein Rückpositiv erweitert. Seither hat sie einen freistehenden Spieltisch mit drei Manualen (Hauptwerk, Schwellwerk, Rückpositiv und seit 1995 noch ein zusätzliches, separates Pedalwerk). Insgesamt verfügt die Orgel über 2542 Pfeifen in 40 Registern, sechs Koppeln, zwei Tremulanten und 8 × 8 Setzerkombinationen mit Registerfessel.
| I Hauptwerk C–g3 |             |        |
| 1.               | Bourdon     | 16′    |
| 2.               | Prinzipal   | 08′    |
| 3.               | Holzgedeckt | 08′    |
| 4.               | Octave      | 04′    |
| 5.               | Blockflöte  | 04′    |
| 6.               | Octave      | 02′    |
| 7.               | Quinte      | 01 ⁄3′ |
| 8.               | Mixtur V    |        |
| 9.               | Trompete    | 08′    |

| II Rückpositiv C–g3 |                    |         |
| 10.                 | Prinzipal (ab Gis) | 08′     |
| 11.                 | Gedeckt            | 08′     |
| 12.                 | Quintadena         | 08′     |
| 13.                 | Octave             | 04′     |
| 14.                 | Gedeckt            | 04′     |
| 15.                 | Waldflöte          | 02′     |
| 16.                 | Quinte             | 02 ⁄3′  |
| 17.                 | Terz               | 01 3⁄5′ |
| 18.                 | Mixtur IV          |         |
| 19.                 | Cymbel III         |         |
| 20.                 | Dulcian            | 16′     |
| 21.                 | Vox Humana         | 08′     |
|                     | Tremulant          |         |

| III Schwellwerk C–g3 |                   |       |
| 22.                  | Singend Prinzipal | 8′    |
| 23.                  | Rohrflöte         | 8′    |
| 24.                  | Viola da Gamba    | 8′    |
| 25.                  | Préstant          | 4′    |
| 26.                  | Spitzflöte        | 4′    |
| 27.                  | Flöte             | 2′    |
| 28.                  | Nazard            | 2 ⁄3′ |
| 29.                  | Sesquialtera II   | 2 ⁄3′ |
| 30.                  | Sifflet           | 1′    |
| 31.                  | Scharff IV        |       |
| 32.                  | Schalmei          | 8′    |
|                      | Tremulant         |       |

| Pedal C–f1 |             |     |
| 33.        | Prinzipal   | 16′ |
| 34.        | Subbass     | 16′ |
| 35.        | Prinzipal   | 08′ |
| 36.        | Rohrgedeckt | 08′ |
| 37.        | Nachthorn   | 04′ |
| 38.        | Piffaro II  |     |
| 39.        | Posaune     | 16′ |
| 40.        | Trompete    | 08′ |

- Koppeln: II/I, III/I, III/II, I/P, II/P, III/P
- Spielhilfen: 64-fache Setzeranlage, Registerfessel

Im linken Querschiff befindet sich eine einmanualige Chororgel des Orgelbauers Paul Ott mit Pedal und drei Registern.
Die Gemeinde hat einen gemischten Chor, eine Kinderschola, einen Gospelchor und eine Choralschola.

## Geläut

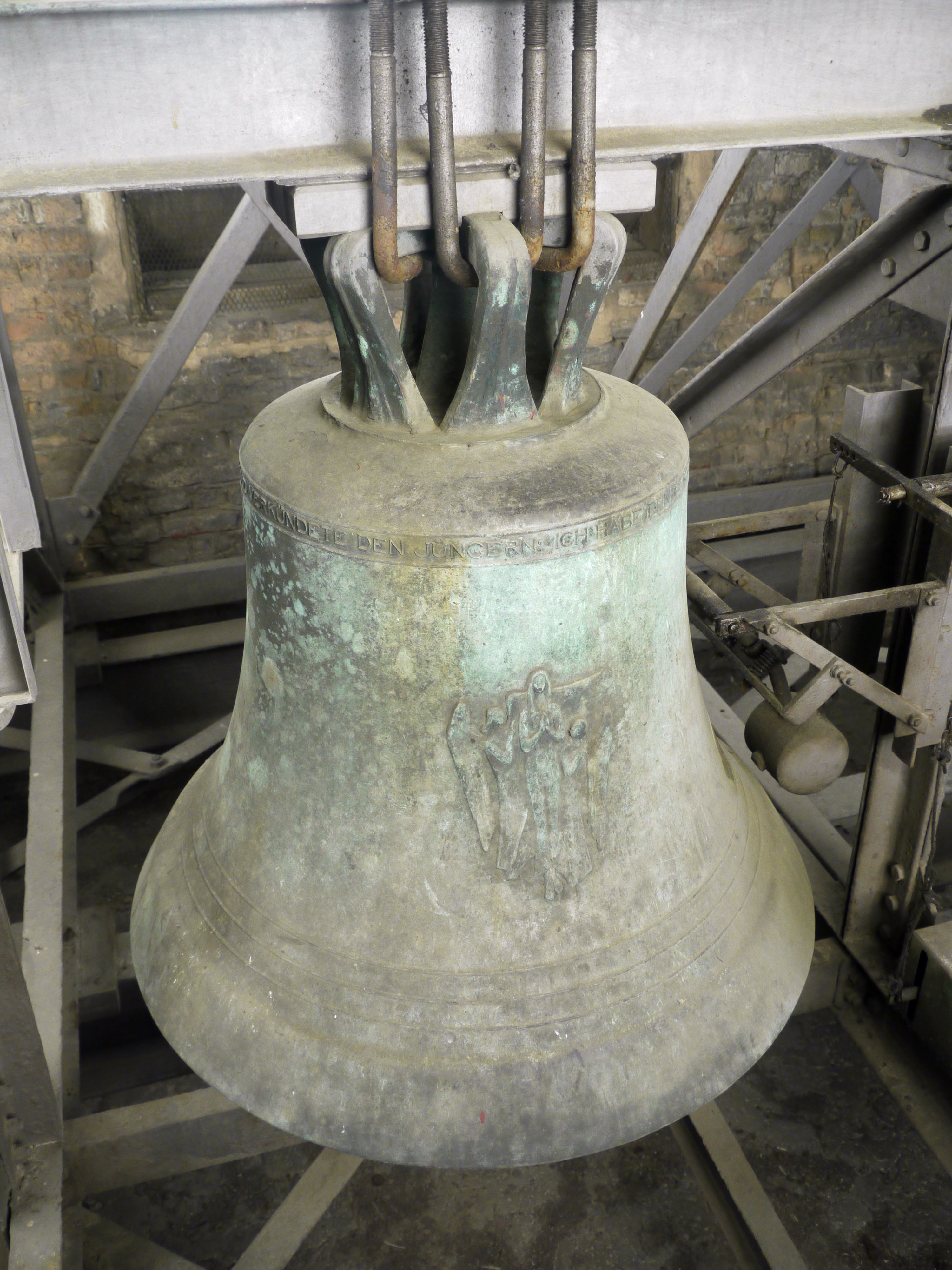
Die Bronzeglocke Mater Dolorosa mit zusätzlichem Außenklöppel für das Läuten während der Wandlung

Die Glocken der Kirche wurden sowohl im Ersten als auch nach dem Zweiten Weltkrieg entfernt.
Im Jahr 1963 wurden die drei neuen Bronzeglocken der Glockengießerei Rudolf Perner mit den Namen Maria Magdalena, Mater Dolorosa und Johannes geweiht. Die Kirchenglocken sind wie die ersten Glocken in der Geläutedisposition, die den Anfangstönen vom gregorianischen Te Deum entsprechen (e – g – a).

## Gemeindearbeit
Von 1939 bis 1954 war der durch die liturgische Erneuerungsbewegung bekannte Theologe Johannes Pinsk (1891–1957) Pfarrer in Mater Dolorosa, der durch sein Wirken die Gemeinde sehr geprägt hat. Die Gemeindearbeit wird vom Verein der Freunde der Pfarrei Mater Dolorosa e. V. und von der Stiftung Mater Dolorosa Berlin-Lankwitz unterstützt. Es besteht eine Zusammenarbeit mit dem Pfadfinderstamm Don Bosco und eine ökumenische Zusammenarbeit mit der benachbarten, evangelischen Dietrich-Bonhoeffer-Gemeinde. Seit 1979 unterstützt die Gemeinde regelmäßig das Partnerbistum Chachapoyas in Peru. Mater Dolorosa ist eine der wenigen Gemeinden, in der seit vielen Jahrzehnten in der Karwoche regelmäßig Karmetten abgehalten werden.

### Kapläne (Auswahl)
- 1937–1939: Karl-Heinz Möbius (* 26. Juli 1913; † 10. Januar 1976, Priesterweihe am 13. März 1937), später Marinepfarrer, Kaplan in Binz und Pfarrer in Berlin-Grünau-Bohnsdorf
- 1958–1959: Johannes Stöhr (* 19. Februar 1931; Priesterweihe am 29. Juni 1958 in Berlin), danach Kaplan in der Rosenkranz-Basilika und später Professor für Dogmatische Theologie an der Universität Bamberg

### Pfarrer

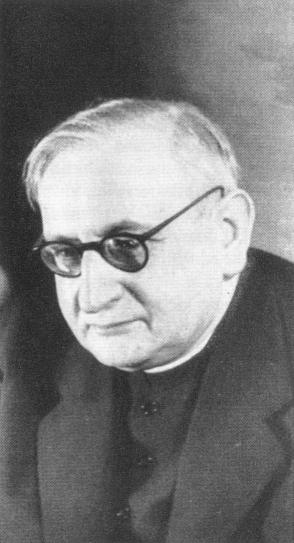
Johannes Pinsk, 1951

- 1912 bis 1921: Maximilian Beyer (* 17. April 1872; † 21. Oktober 1937, Priesterweihe am  14. Juni 1896) als Pfarrer der Muttergemeinde Heilige Familie in Berlin-Lichterfelde
- 1921 bis 1939 (vorher Kuratus): Monsignore Franz Nafe (* 31. Juli 1879; † 7. Dezember 1942, Priesterweihe am 20. Juni 1903), Geistlicher Rat, Erzpriester[9]
- 1939 bis 1954: Johannes Pinsk (* 4. Februar 1891; † 21. Mai 1957, Priesterweihe am 13. Juni 1915), Honorarprofessor an der Freien Universität Berlin
- 1954 bis 1976: Werner Heltemes (* 31. August 1909; † 25. Juli 1976, Priesterweihe am 29. Juni 1935)[10]
- 1976 bis 2013: Ehrenprälat[11] Michael Schlede (* 5. Mai 1938, Priesterweihe am 10. Oktober 1965)[12]
- August 2013 bis Dezember 2021: Pfarradministrator Harry Karcz[13]
  - August 2013 bis September 2016: Pfarrvikar Frank Roland Felgner (* 30. Januar 1967, Priesterweihe am 24. Juni 1995)[13]
  - Seit Oktober 2016: Pfarrvikar Sebastian Punayar, CMI (* 13. Juni 1950, Priesterweihe am 10. April 1980)[13]
- Seit Januar 2022: Pfarrer Harry Karcz (* 30. Juni 1960, Priesterweihe 1989)[13]

### Weitere Geistliche
- 1980 bis 1994: Pater Gerhard Poppe SJ (* 22. Mai 1928; † 3. März 2008, Priesterweihe am 29. Juni 1958) als Pfarrseelsorger der Kuratie Maria Mutter vom Guten Rat [14]

### Bekannte Gemeindeglieder
- Winfried Baer (1933–2011), Kunsthistoriker
- Josef Bordat (* 1972), Philosoph und Publizist[15]
- Peter Felten (* 1965), Diplomat[16]
- Johann Baptist Gradl (1904–1988), Politiker
- Christoph Haehling von Lanzenauer (* 1939), Professor für Betriebswirtschaftslehre[17]
- Hanna-Renate Laurien (1928–2010), Politikerin
- Michael Linden (* 1948), Neurologe und Professor der Psychiatrie
- Benedikt Lux (* 1981), Politiker
- Barbara Saß-Viehweger (* 1943), Politikerin
- Daniel Stabrawa (* 1955), Musiker
- Lorenz Weinrich (* 1929), Professor der Geschichte

Auszeichnungen
Folgende Gemeindeglieder wurden für ihre ehrenamtliche Arbeit in der Gemeinde ausgezeichnet:
- Georg August Buch, Pro Ecclesia et Pontifice (1957)[18]
- Hertha Dominski, Pro Ecclesia et Pontifice (1977)[19]
- Annelen Hölzner-Bautsch, Hedwigsmedaille in Bronze (2013)[20]
- Peter Langner, Hedwigsmedaille in Silber (2013)[20]
- Lorenz Weinrich, Komtur mit Stern des Silvesterordens (2013)[21]